# Uliocnemis ceramicaria
Uliocnemis ceramicaria là một loài bướm đêm trong họ Geometridae.